# Валамир
Валамир (готськ. 𐍅𐌰𐌻𐌰𐌼𐌴𐍂𐍃 / Walamers, лат. Valamirus) — король остготів, правив приблизно в 440—469, з династії Амалів, старший син Вандалара.
За життя Валамира обидва молодші його брата, Теодемер і Відімер, не маючи королівського сану, брали участь в управлінні остготським народом і стояли на чолі окремих його племен. Характеризуючи Валамира, Йордан каже, що той відрізнявся стійкістю в збереженні таємниць, ласкавістю в розмові, вмінням розплутати підступність.

## Остготи під владою гунів
У 451 король гунів Аттіла рушив у Галію. За ним пішли багато народів, у тому числі гепіди з долини Тиси, якими керував король Ардаріх, та остготи, що знаходилися під правлінням братів-королів Валамира, Теодемера і Відімера. 15 липня 451 року в битві на Каталаунських полях гуни та підвладні їм народи були зупинені римлянами, вестготами та їхніми союзниками під керівництвом Аеція. Причому в цій битві готи воювали проти готів — остготи Валамира, Теодемера і Відімера билися проти вестготів короля Теодоріха I. За переказами, воїн Андагіс з роду Амалів метнув спис, що убив Теодоріха I. Аттіла відступив, а через два роки в 453 році він помер.

## Остготи в Паннонії
Після смерті Аттіли розпочалася ворожнеча між його синами. Підвладні народи повернули собі свободу, першими гепіди, король яких Ардаріх у битві на річці Нетаде (Недао) в Паннонії в 454 році розгромив гунів. У цій битві загинув Еллак, син Аттіли. Хоча остготи вельми неохоче згадували про це і робили все, щоб їхні нащадки забули про цей неприємний факт, але майже немає сумнівів, що в битві при Недао вони билися на стороні гунів. Це положення справ вірно відобразила «Пісня про синів господарки Хельхен». Після цього остготи, як переможена сторона, були змушені знятися з насиджених місць і просити східноримського імператора Маркіяна дозволити оселитися в Імперії. Маркіян надав їм землі в Паннонії, за умови, що за щорічну плату готи Валамира будуть стояти на паннонській річці Саві для захисту Далмації і Верхньої Мезії від інших варварів. Під час цих подій Валамир не зміг утримати у своїх руках королівську владу над усіма остготами. Частина остготів, після битви при Недао, відмовилася коритися Валамиру і поступили на військову службу в Константинополь. Там вони спершу перебували під командуванням родича Валамира, Амала, який носив латинське ім'я Тріарій, а після його смерті, у другій половині 50-х років, владу перебрав його син, Теодоріх Страбон. Остготи Андагіса і Андела з роду Амалів, які в 451 році билися під проводом Валамира на стороні гунів, після розпаду гунського союзу теж відділилися від готів Валамира та оселилися в Добруджі і в Північній Болгарії разом з аланами, скірами та сарматськими садагарами.

## Розподіл земель між трьома правителями
У Паннонії остготи розселилися в трьох кантонах, по числу братів; Валамир як король був їхнім верховним правителем. Найзахіднішою з трьох частин правив Теодемер, найменшою була центральна частина — молодшого брата Відімера, тоді як Валамир, як найсильніший, взяв собі східну частину, якій загрожувала найбільша небезпека. Згідно сучасній географії Тіодемер володів центром і півднем комітату Шомодь і північно-східній Хорватією, Відімер — Верхньою Славонією, а Валамир — Нижньою Славонією. Ймовірно, що Валамир з братами мали військо чисельністю до 18 000 воїнів.

## Спроба гунів знову підпорядкувати остготів
Ледве остготи уклали союз з імператором, як на сході знову з'явилися гуни. У 456 році вони напали на короля Валамира, «свого раба-втікача», причому так несподівано, що він змушений був оборонятися один, без підтримки братів. Все ж Валамиру вдалося відбити напад. Переможені гуни, ймовірно, відступили до Дніпра. Стверджують, що в день, коли звістка про перемогу Валамира досягла Теодемера, у того народився син — майбутній Теодоріх Великий.

## Відносини з Візантією
У 457 році на чолі Східної Імперії став Лев I — він спробував переглянути союз з готами Паннонії. «Звичні щорічні виплати» не надходили, тому через два роки, в 459 році, Валамир послав гінців у Константинополь з приводу дотримання вірності договору. Але його посланці повернулися тільки з одним повідомленням — як добре при імператорському дворі зустріли Теодоріха Страбона і його. Тоді Валамир почав війну. Остготи просунулися по долині Морави на південь до Епіру, навіть столиця, Дураццо, опинилася в руках остготів. Повстання федератів досягла своєї мети — імперський уряд виділив «звичні щорічні виплати» у розмірі 300 фунтів золота на рік, і готи повернулися в Паннонію. Тоді ж маленький Теодоріх був посланий як заручник у Константинополь і пробув там 10 років. Протягом цього десятиліття між готами і римлянами зберігався мир або, принаймні, те, що вони хотіли вважати таким.
Поки Валамир у 467 (або 468) році підпорядковував своїй владі сарматських садагарів Внутрішньої Паннонії, син Аттіли Денгізик (Денгіцих) спробував захопити місто Бассіана між Сінгідуном і Сірмієм. Валамир повернув назад і розбив гунів Денгізика. Це була остання спроба гунів повернути собі панування над остготами.

## Виступи свевів і скирів та загибель Валамира
У той час як сили остготів були задіяні на сході, через готську Савію на Далмацію вирушили з Північної Паннонії свеви. Вони змогли безперешкодно пройти по території Теодемера, викрасти худобу готів, і, навантажені здобиччю, повернули назад. Однак Теодемер зустрів їх біля озера Пелсо і взяв у полон разом з їхнім вождем Хунімундом. Щоб отримати свободу, королю свевів довелося стати «сином Теодемера по зброї» — небажана честь, яка повинна була зміцнити його залежність від готів, не справила на свевського короля належного враження і він негайно почав плести змову проти остготів. Насамперед, він хотів розділити та послабити готські сили. У 468 році, (або на початку 469 року) проти Валамира раптово виступили скіри, що проживали в долині Тиси і він цього разу знову залишився один. Хоча остготи і перемогли, але сам Валамир загинув у цій битві. За словами Йордана, щоб підбадьорити своїх, він скакав перед військом верхи на коні; злякавшись, кінь впав і скинув вершника, який тут же був пронизаний ворожими списами. Іоанн Антіохійський датує перехід влади від Валамира до Теодемера консульством Зенона, тобто 469 роком.